# 那波隆史
那波 隆史（なは たかし、1967年8月22日 - ）は、日本の俳優、演出家。広島県出身。ストレイドッグプロモーション所属。身長178cm。体重68kg。血液型A型。特技サンボ。

## 受賞歴
- 2012年、第13回TAMA NEW WAVE最優秀男優賞を受賞[4]。

## 出演

### 映画
- スーパーの女（1996年）
- マルタイの女（1997年）
- REQUIEM of DARKNESS クラヤミノレクイエム（2000年） - 樽木 役
- Star Light（2001年） - 監督 役
- 実録・夜桜銀次（2001年） - 島田 役
- 制服美少女 先生あたしを抱いて（2004年、R-18作品） - 片桐真一(教師) 役
- つむぎ（2005年、R-15作品） - 片桐真一(教師) 役
- 欲情ヒッチハイク 求めた人妻（2005年）
- ロリ色の誘惑 させたがり（2005年） - 長倉毅 役
- 死づえ 呪縛病棟（2006年）
- クローズZERO（2007年）
- 子猫の涙（2008年）
- 中川准教授の淫びな日々（2008年） - 中川四郎 役
- 奴隷船（2010年）
- 癒しの遊女 濡れ舌の蜜（2010年） - 大江匡 役 ※主演
- 女真剣師 色仕掛け乱れ指（2011年）
- 蝉の女 愛に溺れて（2012年）
- 上京ものがたり（2012年）
- 痴女探偵 中出しレポート（2013年）
- 月の下まで（2013年） - 明神勝雄 役[4] ※主演
- ハダカの美奈子（2013年）
- おやじ男優Z（2014年） - 高岡敦也 役[5]
- アリスノウタ（2015年） - 五木田 役
- メイクルーム（2015年） - マネージャー 役
- Wの女 -幻妖の甘い罠-（2015年）
- シネマの天使（2015年） - 松木(銀行員) 役
- メイクルーム2（2016年）
- オトナの恋愛事情（2016年）
- SCOOP!（2016年）
- ブレイブX 極道十勇士（2017年） - 葵会吉村組組長 吉村新太郎
- 鯉のはなシアター（2018年） - 石本秀一 役
- トーキョー情歌　ふるえる乳首（2018年10月19日、オーピー映画） - 坂正喜 役[6]
  - まん・なか You’re My Rock（2019年8月29日公開、オーピー映画）※トーキョー情歌～の一般公開編集版[7][8]
- スモーキング・エイリアンズ（2018年12月15日、リアリーライクフィルムズ） - 東野栄進 役[9]
- 濡れた愛情 ふしだらに暖めて（2019年3月1日、オーピー映画） - 片桐真一 役[10]
  - いつか…（2019年6月23日、オーピー映画）※濡れた愛情～の一般公開編集版[11]
- 焦燥（2019年4月6日、アルゴ・ピクチャーズ）[12]
- 悶憮乱の女 〜ふしだらに濡れて〜（2020年3月20日、オーピー映画）[13]
  - モンブランの女（2020年10月22日、オーピー映画）[14]
- 悲しき天使（2020年、キングレコード）
- 悶々法人 バリキャリ男喰い（2022年3月11日、オーピー映画） - マネージャーの男 役
- 職場秘汁 魔性の指使い（2023年10月20日、オーピー映画） - 大乗寺 役
- 引っ越してきました麻美です。（2023年12月3日、オーピー映画）[15]
- 純愛芸術 最後の恋の描き方（2024年12月6日、オーピー映画）- 高山雄一 役[16]

### テレビドラマ
- はみだし刑事情熱系 PART2 第11話「首都圏大パニック！不連続殺人予告の謎!?」（1997年12月24日）
- ボーダー 犯罪心理捜査ファイル 第1話「地下室の快楽殺人（1999年1月11日）
- 火曜サスペンス劇場 事件記者（1999年）
- シンデレラは眠らない（2000年）
- 億万長者と結婚する方法 第7話「誘惑の美少年」（2000年8月16日）
- ビタミンF 第四章（2002年）
- はたらきモン! 第4話（2002年）
- E.YAZAWA 成りあがり（2002年）
- 金曜エンタテイメント
  - 浅見光彦シリーズ 第16作（2003年）
  - 正義の質屋・桃乃珠子の事件簿（2003年）※未放映作品[17]
- 土曜ワイド劇場 松本清張の証言（2004年）
- めだか 第4話（2004年）
- 女と愛とミステリー 危険な童話（2005年）
- BSミステリー 下町! おかず横丁殺人事件簿（2005年）
- 水曜ミステリー9
  - 信濃のコロンボ事件ファイル 第12作（2006年）
  - 神楽坂署生活安全課 第4作（2007年）
- 太宰治短編小説集 第2シリーズ（2010年） - 鶴田慶助の義兄 役
- 金曜プレステージ
  - 外科医 鳩村周五郎 第10作（2012年） - 児島武 役
- ムジカ・ピッコリーノ 第1・24話（2013年）
- 東京トイボックス 第12話（2013年）
- 火曜スペシャル
  - 松本清張ミステリー時代劇 赤猫（2015年）
  - 山本周五郎人情時代劇 第8話（2016年）
  - 男と女のミステリー時代劇（2016年） - ナレーション
- 特捜9 最終話「正義の罠」（2019年6月26日） - 有元卓(舞連不動産 店員)

### オリジナルビデオ
- 部下の若妻（1998年）
- パチスロ水滸伝 勝負師の絶縁状（2000年）
- 雀士最強伝説 炎の大三元（2000年）
- 外道 おとこ唄1,2（2002年） - 不知火組幹部 殿岡卓司
- 民事介入暴力 非合法領域（2002年）
- 実録・ぼったくり 風営法全史（2003年）
- 人妻出会い系 恥辱の密会（2004年）
- 肉屋と義母 うばう!（2005年）
- せつな（2005年）
- 昭和の女 / 立ちんぼ妻の性癖（2006年）
- パチンコ店の懲りない面々 大海物語と一生暮らしたい（2006年）
- 狙われた喪服妻 / 遺影の前で（2007年）
- 団鬼六 楽園（2007年）
- 団鬼六 檸檬夫人（2007年）
- 妖女伝説セイレーンX 〜魔性の誘惑〜（2008年）
- おひとりさま / 三十路OLの性（2008年）
- 実録・銀座警察 義侠（2008年）全2作 - 港橋一家芝上一派
- とりこ 〜虜〜（2009年）
- 新・鯨道 侠魂（2009年） - 岩組幹部 網代昭三郎
- 新・鯨道 侠魂 完結編（2009年） - 高政会幹部 網代昭三郎
- デコトラ☆ギャル瀬菜（2010年）
- 夏の愛人（2011年）
- KANKIN 監禁（2011年）
- 僕の叔母さん ひと夏の青い体験（2011年）
- 愛のめざめ 心うばわれて（2012年）
- 女子刑務所 CASE 優里（2012年）
- 屈辱的な月曜日（2013年）
- 甘い蜜 / 悪徳スカウトマンの罠（2014年）
- 人妻家庭教師 ひと夏の経験（2015年）
- 破門組（2015年） - 田所健二
- 極道の掟（2016年）全2作 - 元 荒神会組員 黒石誠司
- 日本統一21-28（2017年,2018年） - 侠尽会 林桂助(元 侠和会二代目工藤組組員)
- 哀しき抗争（2017年） - 所轄署 組対四課 刑事 久倉
- GOKU・OH 極王（2019年） - 義仁会前田一家総長 前田均

### PV
- 秦基博「Dear Mr. Tomorrow」（2012年）

### 舞台
- アブレボ、僕たちの純愛革命（2005年）
- 悲しき天使（2010年）
- 母の桜が散った夜（2014年）
- 純平、考え直せ（2014年）
- 暗闇のレクイエム（2015年）
- アオイの花（2016年）
- 映像都市 〜チネチッタ〜（2016年）
- 夕凪の街 桜の国（2018年・2025年）[18]
- 幸せになるために（2022年・2024年）[19][20]
- ブラック・ジャック漫劇!! 手塚治虫 第5巻 The Fusion of Comics & Theater（2024年）[21]

### Web
- 日立保険サービス（2015年）

## 演出作品
- 月と箱舟（2012年・2015年・2016年）
- へなちょこヴィーナス（2014年・2016年）
- まひるのあたたかな一日（2014年）